# 卡米亞 (愛達荷州)
卡米亞（英語：Kamiah）是一個位於美國愛達荷州愛達荷縣和劉易斯縣的城市。

## 地理
卡米亞的座標為46°13′37″N 116°01′40″W / 46.22694°N 116.02778°W，而該地的平均海拔高度為380米（即1240英尺）。

## 人口
根據2020年美國人口普查的數據，卡米亞的面積為3.07平方千米，當中陸地面積為2.84平方千米，而水域面積為0.23平方千米。當地共有人口1117人，而人口密度為每平方千米363.84人。